# Rustam Totrov
Rustam Totrov est un lutteur russe né le 15 juillet 1984 à Ordjonikidze.

## Palmarès

### Jeux olympiques
- Jeux olympiques d'été de 2012 à Londres :
  -  médaille d'argent en moins de 96 kg

### Championnats du monde
- Championnats du monde de lutte 2011 à Istanbul
  -  Médaille de bronze en lutte gréco-romaine dans la catégorie des moins de −96 kg